# Чуригереска
Чуригереската (на испански: churrigueresco, arquitectura churrigueresca), наричана още мексикански барок (barroco mexicano) е екстравагантна испанска разновидност на стила рококо в архитектурата, бароково завръщане на платереската от ок. 1675 г. до ок. 1750 година.
Това е най-пищният период в испанската архитектурна декорация. Освен гъстата орнаментировка, повърхностите се разчупват с множество вълнообразни корнизи, обратни волути, балюстради, щукатурни раковини и фестони. Всяка строгост на формата е изоставена в името на помпозната декорация, която да впечатли зрителя. Чуригереската лесно може да бъде разпозната по характерните за нея естипи, както и с подмяната на църковните олтарници с високи надстройки, известни като транспаренти.
Названието на стила произхожда от името на семейство Чуригера и по-специално на архитекта Хосе Бенито де Чуригера, работил главно в Саламанка. Въпреки това те нито са най-представителни за този стил, нито негови пионери. Историята на чуригереската може да се проследи до скулптора Алонсо Кано, пионер в характерната за испанското изкуство орнаментална пресита от края на 17 век. Най-голяма роля за развитието на стила изиграват група скулптори, резбари, мебелисти и дърводелци, станали много влиятелни в архитектурата по онова време. Те станали дизайнери и майстори на множество временни конструкции, предназначени за еднодневни церемонии, като коронация например. Работели главно с дърво и платнени драперии, позволявайки си ред чудати и капризни експерименти с орнаментировката. По-късно тези елементи са заимствани от архитектите и приложени в архитектурната среда под формата на щукатурна или тухлена украса на фасади, стени, сводове, куполи и врати.
Едно от най-известните произведения в този стил е олтарникът в църквата „Св. Естебан“ в Саламанка (1693 – 1700) от Хосе Бенито Чуригера.
Трансперентът в катедралата в Толедо (завършен 1732 година) на Нарсисо Томè (1690 – 1742) е истински шедьовър на чуригереската. Томé създава впечатляващи скулптирани облаци, златни лъчи и множество ангели. Таванът е украсен с фреска с псевдо-купол – характерен за Барока мотив, при който на тавана на помещението се изобразява реалистично купол, който да създаде впечатление у наблюдателя, че е истински. Ефектът от него е засилен чрез естествената светлина от срещуположния прозорец, падаща върху олтарника, която изглежда сякаш прониква през псевдокупола.
Сакристията в Гранада (1727 – 1764) на Луис де Аревало и Франсиско Мануел Васкес е също типична и забележителна за стила. Цялата в злато, тя трепти от модулно повторения дребен орнамент, разчленяващ стълбовете почти като в мавританския стил.
Чуригереската се разпространява и извън пределите на Испания. Освен в Португалия, той има успех и в Латинска Америка, където се обогатява от стила на местното изкуство и се смесва с мудехара. Там естипите стават един от най-популярните мотиви. В Мексико ярки примери за чуригереска са катедралата в Мексико (1718), „Санта Приска“ в Такско (1758) и „Свети Мартин“ в Сан Луис Потоси (1764).